# Henryk Jędrzejewicz
Henryk Jędrzejewicz (ur. 27 września 1941 w Czernihowie) – polski działacz partyjny i państwowy, naczelnik miasta i powiatu w Grudziądzu (1973–1975), I sekretarz Komitetu Miejskiego PZPR w Grudziądzu (1975–1977).

## Życiorys
Syn Mikołaja i Rozalii. Ukończył studium na Wieczorowym Uniwersytecie Marksizmu-Leninizmu, kształcił się podyplomowo w Wyższej Szkoły Nauk Społecznych przy KC PZPR i na kursie w Wyższej Partyjnej Szkole w Kijowie. Od 1964 pracował w Fabryce Maszyn Rolniczych „Agromet-Unia” w Grudziądzu, kierował w nim zarządem zakładowym Związku Młodzieży Socjalistycznej.
W 1961 wstąpił do Polskiej Zjednoczonej Partii Robotniczej, był członkiem Komitetu Zakładowego PZPR w „Agromecie” oraz członkiem i członkiem egzekutywy Komitetu Miasta i Powiatu PZPR w Grudziądzu, a w 1971 delegatem na VI Zjazd partii. W 1971 wszedł w skład Komitetu Wojewódzkiego PZPR w Bydgoszczy i jego egzekutywy. Od 21 grudnia 1973 do 13 czerwca 1973 sprawował funkcję naczelnika miasta i powiatu w Grudziądzu (w  czerwcu 1975 przekształcono to stanowisko w funkcję prezydenta Grudziądza). W latach 1975–1989 członek Komitetu Wojewódzkiego PZPR w Toruniu, a od czerwca 1975 do 1977 I sekretarz Komitetu Miejskiego PZPR w Grudziądzu. Następnie w ramach toruńskiego Komitetu Wojewódzkiego pełnił funkcję zastępcy kierownika Wydziału Organizacyjnego (1977–1982), kierownikiem Kancelarii Egzekutywy (1982–1984), przewodniczącym Wojewódzkiej Komisji Kontroli Partyjnej/Kontrolno-Rewizyjnej (1984–1989) oraz członkiem egzekutywy (1986–1989).